# Eretmapodites intermedius
Eretmapodites intermedius är en tvåvingeart som beskrevs av Edwards 1936. Eretmapodites intermedius ingår i släktet Eretmapodites och familjen stickmyggor. Inga underarter finns listade i Catalogue of Life.